# Klavierzyklus
Ein Klavierzyklus ist ein größeres, mehrteiliges Klavierwerk, bestehend aus einer Folge von Einzelstücken in meist freier Form (im Gegensatz zur Suite oder Sonate), die in der vom Komponisten vorgesehenen Reihenfolge als ein Ganzes gespielt bzw. interpretiert werden sollen.
Im Konzertbetrieb wird gelegentlich auch eine Folge solistischer Klavierkonzerte, die durch ein übergreifendes Thema inhaltlich verbunden sein können, als Klavierzyklus bezeichnet.
Einige Beispiele für Klavierzyklen sind:
- Johann Sebastian Bach: Goldberg-Variationen
- Ludwig van Beethoven: Diabelli-Variationen
- Robert Schumann: Papillons op. 2 | Carnaval op.9  | Sinfonische Etüden op. 13 | Kinderszenen op. 15 | Kreisleriana op. 16 | Faschingsschwank aus Wien op. 26 | Waldszenen op. 82
- Frédéric Chopin: 24 Préludes op. 28 | Etüden op. 10 und op. 25
- Adolf Jensen: Wanderbilder
- Modest Petrowitsch Mussorgski: Bilder einer Ausstellung
- Claude Debussy: Préludes | Children’s Corner
- Maurice Ravel: Miroirs
- Enrique Granados: Goyescas
- Paul Hindemith: Ludus tonalis
- Sergei Rachmaninow: 10 Préludes, op. 23, 13 Préludes, op. 32, 17 Etudes-tableaux op. 33 & 39